# Heterosperma
Heterosperma là một chi thực vật có hoa trong họ Cúc (Asteraceae).

## Loài
Chi Heterosperma gồm các loài: